# Тамега (субрегіон)
Субрегіон Тамега (порт. Tâmega (subregião)) — економіко-статистичний субрегіон в північній Португалії, входить до складу Північного регіону. Включає в себе частину округів Порту, Віла-Реал, Брага, Візеу й Авейру. 
Територія — 2 629 км². Населення — 551 301 особа. Густота населення — 209,7 осіб/км². 

## Географія
Субрегіон межує: 
- на півночі — субрегіон Алту-Траз-уж-Монтіш
- на сході — субрегіон Дору
- на півдні — субреґіони Ентре-Дору-і-Вога та Дан-Лафойнш
- на заході — субрегіон Великий Порту

## Громади
Субрегіон включає в себе 14 громад: 

### Громади округу Брага
- Селоріку-ді-Башту

### Громади округу Візеу
- Резенде
- Сінфайнш

### Громади округу Віла-Реал
- Мондино-де-Башту
- Рібейра-де-піна

### Громади округу Порту
- Амаранте
- Байан
- Лозада
- Марку-де-Канавезеш
- Паредеш
- Пасуш-де-Феррейра
- Пенафиел
- Фелгейраш

### Громади округу Авейру
- Каштелу-де-Пайва

| Португалія | Це незавершена стаття з географії Португалії. Ви можете допомогти проєкту, виправивши або дописавши її. |